# Delphine Philippe-Lemaître
Pour les autres personnes ayant un même nom de famille, voir Philippe et Lemaître.
Delphine Philippe-Lemaître, née le 12 juin 1798 à Pont-Audemer et morte le 10 juin 1863 à Illeville-sur-Montfort, est une historienne, archéologue, botaniste et poète française.

## Biographie
Delphine Lemaître montra de bonne heure des dispositions très prononcées pour le travail et, son mariage n’ayant pas été heureux, elle chercha une consolation[réf. souhaitée] dans l’étude des fleurs.
Après s’être adonnée avec ferveur à la botanique, elle se livra à son gout favori pour les antiquités de son pays natal, et enrichit la Revue de Rouen et le Bulletin monumental d’articles instructifs et intéressants rédigés avec une conscience rigoureuse, une investigation exhaustive dans les plus petits détails et des descriptions complètes. Sa notice sur la chapelle et la fontaine de la Trinité à Ézy-sur-Eure a ainsi attiré l’attention sur ces indices d’antiquité celtique, et sa description du château de La Court, à Saint-Philbert-sur-Risle, sur la somptueuse demeure des Pontchartrain, des Choiseul-Gouffier et des Montpoignant.
Dans une notice archéologique et historique sur le château de Sorel, Lemaître en a réfuté l’attribution à Agnès Sorel, accréditée à l’époque chez les habitants du pays, et dont les chiffres semblaient encore gravés sur la frise du portail. Elle montra avec sureté que ce portail ne fut jamais l’ouvrage de la dame de beauté et qu’il datait en réalité du XVIIe siècle.
Lemaître a mené cette étude sur la baronnie de Saint-Philbert-sur-Risle pour éclaircir un fait historique se rattachant à l’histoire des ducs de Normandie, en prouvant par des témoignages irrécusables que Guillaume Longue-Épée, deuxième duc de Normandie, avait épousé non Sprota, fille de Herbert, comte de Senlis, mais Liutgarde, fille d’Héribert, comte de Vermandois ; que Sprota n’était que la frilla de ce prince, et qu’après son assassinat, oubliée et abandonnée de tous, elle fut recueillie par Asperleng, homme très riche, propriétaire de la baronnie de Saint-Philbert, qui l’épousa. Ce qui avait pu faire admettre à plusieurs historiens le mariage du duc Guillaume avec Sprota, c’est que ce prince ayant le dessein de se retirer dans le monastère de Jumièges et n’ayant pas d’enfant de Liutgarde, fit reconnaitre pour son successeur Richard, fruit de son union « more danico » avec Sprota. Lemaître a apporté, sur cette question, déjà traitée par Licquet, dans son Histoire de Normandie, des preuves si nombreuses, si concluantes, qu’elles ont clos le débat sur la question.
L’ouvrage le plus important laissé par Lemaître est son Histoire de la ville et du château de Dreux, travail où d’importants matériaux ont été mis en œuvre, et dont Amélie Bosquet a dit qu’il « doit placer son auteur au premier rang parmi ces esprits érudits auxquels il appartient de défricher le champ épineux de nos antiquités locales. » Lemaître a également travaillé sur les voies romaines du Roumois et elle avait l’intention d’écrire l’histoire des églises de l’arrondissement de Pont-Audemer. Elle avait déjà publié plusieurs articles de qualité sur ce sujet dans le Bulletin monumental, entre autres des notices sur Montfort, Appeville, Brestot, et principalement sur les vitraux de l’église Saint-Ouen de Pont-Audemer, lorsque la mort vint l’empêcher de mettre la dernière main à ses manuscrits restés, de ce fait, inachevés.
Le travail de Lemaître, qui était membre de la Société d’Émulation, de l’Association normande, de la Société française pour la conservation des monuments, des Antiquaires de Normandie, etc., se caractérisait par un souci du détail qui lui a permis de rendre la science abordable sans l’amoindrir.

## Publications
- Notice sur les vitraux de St. Ouen de Pont-Audemer (Eure) [Texte imprimé]  / par Mme Philippe Lemaitre, 1853, rouen
- Lettres à Julie sur la botanique et la phisiologie végétale, Rouen, ed. Mégard, 1839.
- Guide de l’étranger ou précis succinct de l’histoire et des monuments de la ville de Dreux, Rouen, Lecointe, 1845, in-12 de 36 p.
- « Notice sur le château de Sorel en Pincerais (Eure-et-Loir) », Revue de Rouen, 1848, p. 616-624.
- Histoire de la ville et du château de Dreux, avec une notice archéologique sur l’église St. Pierre de Dreux, par M. l’abbé de l’Hoste, Dreux, Lemenestrel, 1849-50, 2 vol. in-8°, avec pl. lithog.
- Documents historiques et pièces justificatives de l’histoire de Dreux, avec une notice sur l’église de St. Pierre de Dreux, par M. l’abbé de l’Hoste, Rouen, A. Peron, 1850, in-8° de 175 p. avec une pl.Ce volume forme le 2e tome de l’ouvrage précité.

## Sources
- Société libre d’émulation du commerce et de l’industrie de la Seine-Inférieure, Bulletin de la Société libre d’émulation du commerce et de l’industrie de la Seine-Inférieure, Rouen, H. Boissel, 1866 (lire en ligne), p. 318-324.